# Lôi Đồng
Lôi Đồng (?-218) là vị tướng quân đội của nhà Thục Hán sống vào cuối đời Hán trong lịch sử Trung Quốc.

## Tiểu sử
Ông lúc đầu là thuộc hạ của Lưu Chương, sau khi Lưu Bị dẫn quân vào Tây Xuyên ông bỏ Lưu Chương, cùng với Ngô Lan theo về với Lưu Bị và trở thành phó tướng của Trương Phi. Khi Trương Cáp là danh tướng của Tào Tháo đến đánh Ba Tây thì Trương Phi cùng Lôi Đồng dẫn quân ra nghênh chiến. Sau khi Trương Cáp bị Trương Phi đánh bại mấy trận liền, chiếm mất 3 trại bèn dùng kế giả vờ khiêu chiến. Lôi Đồng đánh nhau với Trương Cáp được vài hiệp, Trương Cáp giả thua dụ Lôi Đồng đuổi theo. Lôi Đồng đuổi theo đến chân núi, bị bao vây và bị Trương Cáp chém chết.